# 花花まろん
花花 まろん（はなはな まろん）は、日本のライトノベル作家である。

## 概要
作品を書き上げた時期と締め切りの時期と合致したため、GA文庫大賞に応募した。第3回GA文庫大賞では作品「アテレコ」で期待賞を受賞し、後に同作を『声優のたまごが、俺の彼女だったようです。〜ぱんつは中身が大事です!〜』に改題して2011年に小説家デビューを果たした。

## 作品一覧
- 『声優のたまごが、俺の彼女だったようです。』（イラスト: 双龍、GA文庫〈SBクリエイティブ〉）
  1. 「〜ぱんつの中身は大事です!〜」、（2011年8月15日、ISBN 978-4-7973-6640-2）[5]
  2. 「〜カラダだけの関係!? 浮気の中身は大事です〜」（2012年2月15日、ISBN 978-4-7973-6836-9）[6]